# Argenna subnigra
Argenna subnigra – gatunek pająka z rodziny ciemieńcowatych.

## Taksonomia
Gatunek ten opisany został po raz pierwszy w 1861 roku przez Octaviusa Pickarda-Cambridge’a jako Drassus subniger. W rodzaju Argenna po raz pierwszy umieścił go w 1870 roku Tamerlan Thorell pod kombinacją Argenna mengei, później zsynonimizowaną.

## Morfologia
Samce osiągają od 1,8 do 2,5 mm, a samice od 2,3 do 4,5 mm długości ciała. Karapaks zmierzony u 3 samców miał od 0,99 do 1,16 mm długości i od 0,78 do 0,9 mm szerokości, a u 2 samic od 1,17 do 1,21 mm długości i od 0,88 do 0,92 mm szerokości. Ubarwienie karapaksu jest rudobrązowe z czarnymi brzegami, okolicą oczu, jamką tułowiową i rozchodzącymi się promieniście paskami, choć te ostatnie mogą też być brązowawe. Szczękoczułki są ciemnobrązowe do czarnych. Sternum ma kolor żółtobrązowy do ciemnobrązowego z ciemniejszymi brzegami. Odnóża są głównie żółtawobrązowe z jaśniejszymi biodrami i ciemniejszym obrączkowaniem. Opistosoma (odwłok) ma wierzch ciemnoszary, ciemnobrązowy lub prawie czarny z jasnymi: krótką przepaską środkową, czterema kropkami na przedzie i szewronami z tyłu.
Nogogłaszczki samca mają golenie niewiele dłuższe niż szerokie, o niskiej, z wierzchu otoczonej twardymi krawędziami apofizie retrolateralnej. Ponadto aparat kopulacyjny cechują: długi, zakrzywiony i osadzony na prolateralnej stronie tegulum embolus o szerokim wierzchołku oraz wykrojony i zaopatrzony w kikutowaty wyrostek u nasady spiczastej ostrogi konduktor. Samica ma płytkę płciową z parą niecałkowicie otoczonych włoskami przedsionków rozdzielonych przez owłosioną przegrodę oraz otworami kopulacyjnymi położonymi w bocznych częściach tych przedsionków. Przewody kopulacyjne są wąskie, tylko przy otworach poszerzone, a kształt zbiorników nasiennych lekko zakrzywiony.

## Występowanie i ekologia
Pająk znany z Hiszpanii, Irlandii, Wielkiej Brytanii, Francji, Belgii, Holandii, Niemiec, Danii, Szwecji, Norwegii, Finlandii, Szwajcarii, Austrii, Włoch, Słowenii, Chorwacji, Estonii, Łotwy, Litwy, Polski, Czech, Słowacji, Węgier, Białorusi, Ukrainy, Rumunii, Bułgarii, Serbii, Czarnogóry, Macedonii Północnej, Grecji, Rosji, Azerbejdżanu i Chin. Nieczęsto spotykany. Zasiedla miejsca nasłonecznione, jak suche łąki i wrzosowiska. Bytuje na porostach, w ściółce i pod kamieniami. Dojrzałe osobniki spotyka się od marca do listopada.